# Šangaj Masters (tenis)
Šangaj Masters (trenutni sponzor Rolex) je profesionalni muški teniski turnir koji se igra na tvrdoj podlozi i dio je turneje Masters 1000. Održava se svake godine u listopadu u areni Qizhong Forest Sports City u Šangaju, u Kini.

## Organizacija

### Format natjecanja
Mečevi glavnog ždrijeba u pojedinačnoj konkurenciji i konkurenciji parova igraju se tijekom osam dana. (2012., natjecanje će se održati od 8. listopada do 14. listopada). Pojedinačno glavni turnir obuhvaća 56 igrača, uključujući 44 ili 45 izravnih sudionika, 7 kvalifikanata, 4 igrača s pozivnicom organizatora, te eventualno 1 igrač po posebim uvjetima. Ždrijeb parova obuhvaća 24 različita tima, uključujući 22 izravno plasirana para, i dva para s pozivnicom.

### Bodovi i nagradni fond
Kao dio turneje ATP World Tour Masters 1000, turnir distribuira do 1000 bodova za ATP ljestvicu u pojedinačnoj i konkurenciji parova. Ovo je tablica s detaljnom raspodjelom bodova i nagradnog novca za svako kolo 2011 Šangaj ATP Masters 1000:
| Kategorija  | Kategorija | P        | F        | PF       | ČF      | 3K      | 2K      | 1K      | K  | K2     | K1     |
| Pojedinačno | Bodovi     | 1000     | 600      | 360      | 180     | 90      | 45      | 10      | 25 | 16     | 0      |
| Pojedinačno | Novac      | $620.000 | $304.000 | $153.000 | $77.800 | $40.400 | $21.300 | $11.500 | –  | $2.650 | $1.350 |
| Parovi      | Bodovi     | 1000     | 600      | 360      | 180     | 0       | –       | –       | –  | –      | –      |
| Parovi      | Novac      | $192.000 | $94.000  | $47.150  | $24.200 | $12.510 | $6.600  | –       | –  | –      | –      |

### Karakteristike
Svi mečevi se igraju u vanjskim uvjetima kompleksa Qizhonga, na specijalnoj tvrdoj podlozi DecoTurf. Kompleks je izgrađen 2004. i 2005. godine za potrebe četverogodišnjeg domaćinstva Tennis Masters Kupa. Osnovna zamiso cijelog koncepta je bila želja da se izgradi najveća teniska dvorana u Aziji, s 15.000 sjedećih mjesta na glavnom stadionu, koji će imati pomični krov u obliku magnolije i dvadesetak dodatnih unutarnjih i vanjskih terena.
U pripremi prvog izdanja ATP Masters 1000, odlučeno je da će kompleks biti proširen s nekoliko novih stadiona i terena do kolovoza 2009., uključujući izgradnju Stadiona 2 s kapacitetom od 5.000 sjedećih mjesta, te Stadiona 3 s kapacitetom od 3.000 gledatelja.

## Povijest
Šangaj ATP Masters 1000 osnovan je kako bi ispunio želju ATP-a i Kineskog Teniskog saveza za razvojem teniskog tržišta u Kini i na Azijskom kontinentu općenito. U 2010., nakon potpisanog sponzorskog ugovora sa švicarskom tvrtkom Rolex, turnir je preimenovan u Šangaj Rolex Masters.
- 1996. održan prvi profesionalni turnir u Šangaju
- 2002. održan prvi Tenis Masters Kup
- od 2005. do 2008. četverogodišnje domaćinstvo Tenis Masters Kupa
- od 2009. - ... dio turneje ATP World Tour Masters 1000

## Statistika turnira
| Godina | Pobjednik         | Parovi                              |
| ------ | ----------------- | ----------------------------------- |
| 2009.  | Nikolaj Davydenko | Julien Benneteau Jo-Wilfried Tsonga |
| 2010.  | Andy Murray       | Jürgen Melzer Leander Paes          |
| 2011.  | Andy Murray       | Max Mirnyi Daniel Nestor            |

## Vanjske poveznice
- Službena stranica  Arhivirana inačica izvorne stranice od 9. listopada 2010. (Wayback Machine)
- Profil na ATP-u